# Aurora (Ontario)
Aurora [aʊ̯ˈɹɔɹə] ist eine kanadische Stadt mit 55.445 Einwohnern (Stand: 2016). Sie liegt in der York Region, etwa 40 km nördlich von Toronto im Gebiet der Hügelkette der Oak Ridges-Moräne. Viele Einwohner von Aurora pendeln nach Toronto und die Stadt zählt zur Greater Toronto Area. 2006 zählte Aurora zum ersten Mal zu den 100 größten Gemeinden Kanadas (Platz 97), im Jahr 2001 war Aurora 113. größte Gemeinde.

## Geschichte
1793 gab Vizegouverneur John Graves Simcoe die Order, die Yonge Street bis nach Holland Landing zu verlängern. Die Straße wurde als Grundstein für eine neue Siedlung befestigt. 1804 gründete Richard Machell an der Kreuzung der Yonge Street mit Wellington Street das erste Geschäft. Dieses wurde schnell unter dem Namen Machell’s Corner (Machell’s Ecke) bekannt.
Charles Doan wurde der erste Postmeister und Vogt. Er hatte Einfluss auf die Namensgebung des Ortes. Mit dem Bau der Eisenbahn 1853 wurde Aurora zu einem wichtigen Zentrum nördlich Torontos. Kurz darauf wurde eine Fleury-Pflugscharenfabrik gebaut und die Industrialisierung der Stadt begann.
Die Einwohnerzahl Auroras stieg von 700 im Jahr 1863 auf 2.107 im Jahre 1888, als der Ort Stadt wurde.
Heute ist Aurora eine blühende Stadt mit einem starken industriellen und gewerblichen Kern. Bemerkenswert ist die Tatsache, dass Aurora die Heimatstadt Lester B. Pearsons ist. Dieser war 1963–1968 Ministerpräsident Kanadas.
2011 betrug die Einwohnerzahl 53.203.

## Verwaltung
Die Stadt wird von einem Bürgermeister und acht gewählten Ratsmitgliedern verwaltet. Der Bürgermeister vertritt die Interessen der Stadt gegenüber dem Rat der Regional Municipality of York, d. h. dem Rat der Region York. Seit November 2006 ist Phyllis Morris Bürgermeister. Der Ort ist Teil des Wahlbezirks Newmarket—Aurora für die Wahl des Canadian House of Commons. Sie wird dort durch Belinda Stronach von der Liberal Party of Canada vertreten. Stronach wurde als Mitglied der Conservative Party of Canada gewählt, wechselte jedoch am 17. Mai 2005 die Partei. Sie gab als Begründung ihre Unzufriedenheit mit der Sozialpolitik der Konservativen an. 2006 wurde sie als Mitglied der Liberalen wiedergewählt. Im April 2007 gab sie bekannt, dass sie wieder in das väterliche Unternehmen Magna International einsteigen will.

## Stadtplanung
Aktuell fällt ein unbebauter Teil Auroras unter die Greenbelt-Gesetze der Regierung von Ontario. Diese schränken die Bebauung ein. In Aurora betrifft dies vor allem die südöstlichen Stadtteile. Stattdessen wächst die Stadt im Nordosten, besonders in Form von Einfamilienhäusern entlang der Bayview Avenue und nördlich der Wellington Street East (auch als „Aurora Road“ bekannt). Das Gewerbe wächst am Ostrand Aurora's zwischen Leslie Street und dem Highway 404.

## Erholung und Sport
- Aurora Tigers – Eishockeyverein
- Aurora Master Ducks Schwimmmannschaft englisch
- Aurora Minor Baseball Association englisch
- Jugendfussballverein Aurora englisch
- Seniorinneneishockeymannschaft Aurora englisch
- Aurora Storm – Volleyballverein englisch
- Aurora Barbarians – Rugbyverein englisch

## Medien
- Aurora The Banner – englisch
- The Auroran – englisch

## Persönlichkeiten

### Söhne und Töchter der Stadt
- Manfred Mannix Wolf (* 1957), deutsch-kanadischer Eishockeyspieler
- Karen Stemmle (* 1964), Skirennläuferin
- Brian Stemmle (* 1966), Olympiasieger im Alpenski
- Karl Stewart (* 1983), Eishockeyspieler, Tampa Bay Lightning
- Lexi Marton (* 1990), Fußballspielerin
- Shaina Harrison (* 1994), Sprinterin
- Robert Thomas (* 1999), Eishockeyspieler, St. Louis Blues

### Persönlichkeiten mit Bezug zur Stadt
- Frank Stronach (* 1932), Geschäftsmann in Aurora Magna International und Politiker
- Mike Kitchen (* 1956), Ex-Toronto-Maple-Leafs-Co-Trainer und St.-Louis-Blues-Cheftrainer
- Mike Hough (* 1963), Eishockeyspieler, wohnt in Aurora
- Wendel Clark (* 1966), Ex-Kapitän des Eishockeyklubs Toronto Maple Leafs
- Kris King (* 1966), Eishockeyspieler
- Belinda Stronach (* 1966), Geschäftsfrau und Politikerin aus Aurora
- Kiefer Sutherland (* 1966), Schauspieler, besuchte die St. Andrews College Boarding School
- Greg de Vries (* 1973), Eishockeyspieler bei Atlanta Thrashers, spielte beim Junioren-A-Team der Aurora Tigers
- Tie Domi (* 1969), Eishockeyspieler
- Mike Johnson (* 1974), Eishockeyspieler bei Montréal Canadiens, spielte beim Junioren-A-Team der Aurora Tigers
- Cal Bouchard (* 1977), kanadische Basketballnationalspielerin, besuchte die Aurora High School